# Roots Bloody Roots
"Roots Bloody Roots" é uma canção da banda heavy metal brasileira Sepultura, lançado em fevereiro de 1996 como single principal do sexto álbum de estúdio da banda Roots. Se tornou a música mais conhecida da banda e continuou como um staple dos concertos, normalmente  sendo tocando em encores. Um vídeo clipe foi filmado para a música, que incluem a banda tocando em uma catacumba e também nas ruas com uma tribo de percussionistas. O vídeo poder ser encontrado no VHS We Are What We Are, que também foi mais tarde laçando em DVD como parte de Chaos DVD.

## Vídeo clipe
O vídeo clipe foi dirigindo por Thomas Mignone e venceu o premio do vídeo do ano do Kerrang em 1996, e também nominações para o premio do vídeo de rock do ano da MTV Brasil. As filmasses foram feito em uma catacumba debaixo na cidade do Salvador, que escravos brasileiros eram vendidos. O vídeo é diferenciado de outros vídeo clipe de heavy metal por seu uso atípico da beleza natural do Brasil, incluindo as lutas tradicionais de capoeira , percussionistas de Timbalada , e pessoas afrodescendentes, e também referencias da religião do Candomblé. O vídeo também mostra escenas de igrejas católicas.

## Lançamento
O single foi lançado em dois CD e 7" vinil. O primeiro CD foi apresentado em um estojo desdobrável digipak, enquanto o segundo era em uma caixa de joias fina padrão. Primeiras  cópias da versão do digipak era gravado com um carimbo do logo 'S' espinhoso da banda. O vinil era estritamente uma edição limitada e era da cor vermelha.

## Paradas
| Paradas (1996)                        | Peak position |
| ------------------------------------- | ------------- |
| Austrália (ARIA)                      | 44            |
| Bélgica (Ultratop 50 da Valônia)      | 31            |
| Finlândia (Suomen virallinen lista)   | 2             |
| França (SNEP)                         | 26            |
| Alemanha (Offizielle Deutsche Charts) | 42            |
| Irlanda (IRMA)                        | 27            |
| Países Baixos (Single Top 100)        | 35            |
| Noruega (VG-lista)                    | 20            |
| Escócia (Scottish Singles Chart)      | 22            |
| Suécia (Sverigetopplistan)            | 14            |
| Reino Unido (UK Singles Chart)        | 19            |
| Reino Unido (OCC UK Rock and Metal)   | 1             |

## Prêmios e indicações
| Ano  | Prêmio                 | Categoria            | Resultado | Ref    |
| ---- | ---------------------- | -------------------- | --------- | ------ |
| 1996 | MTV Video Music Brasil | Escolha da Audiência | Indicado  | [ 17 ] |
| 1996 | MTV Video Music Brasil | Videoclipe de Rock   | Indicado  | [ 17 ] |